# Interlude (chanson de Morrissey et Siouxsie)
Pour les articles homonymes, voir Interlude.
Interlude est un single de Morrissey et Siouxsie publié le 8 août 1994 chez EMI / parlophone. Le disque est sorti sous la bannière des deux artistes, le titre est une reprise de Georges Delerue et Hal Shaper. Interlude a depuis été inclus dans la compilation Suedehead : The Best Of Morrissey.
Ce single réunit deux des voix anglaises les plus facilement identifiables des années 1980 et 1990. Morrissey, l'ex-chanteur des Smiths, et Siouxsie, chanteuse de Siouxsie and the Banshees. Si l'annonce de cette collaboration a pu surprendre certains journalistes, elle semble logique si l'on étudie l'historique des deux protagonistes. Ces deux artistes ont  plus de points en commun qu'il n'y paraît et partagent les mêmes goûts musicaux : ils ont une admiration commune pour Bowie et le Velvet Underground, Roxy Music ou encore Patti Smith, et ils vénèrent aussi tous les deux le chanteur de T. Rex, Marc Bolan (disparu tragiquement en 1977, à qui on voue encore aujourd'hui un véritable culte en Angleterre).

## Historique
Au début des années 1990, Morrissey aurait pu enregistrer un duo avec qui il voulait. Michael Stipe aurait même lourdement insisté pour que cela se fasse, sans succès. Chrissie Hynde des Pretenders eut quant à elle le privilège d'enregistrer les chœurs du single My Love Life, ce que Morrissey faisait d'habitude lui-même (sous différents pseudonymes, Ann Coates entre autres).
Pour graver le seul duo de sa carrière, Morrissey pensa à quelqu'un d'autre. Aimant les belles voix, les beaux timbres, et les personnes qui ont des fêlures et ont été égratignées par l'existence, il est fasciné par le mélange de force et de fragilité chez quelqu'un. Siouxsie est tout cela à la fois et comme les albums de cette dernière font partie de ses disques de chevet, Morrissey s'est dit que s'il enregistrait un duo, autant que ce soit avec elle. 
En 1992, après quelques mois de tergiversations, Morrissey lui envoie donc une cassette avec quelques chansons obscures soigneusement sélectionnées. Il s'agit uniquement de titres interprétés par des femmes, des icônes déchues, Nancy Sinatra,  Dionne Warwick... Ce parti pris n'est pas une coïncidence car Morrissey recourt souvent à l'ambiguïté (du temps des Smiths, on ne savait jamais si ses textes se plaçaient du point de vue d'un homme ou de celui d'une femme). Siouxsie choisit Interlude, un titre chanté par Timi Yuro, une chanteuse italo-américaine méconnue, et Morrissey s'en satisfait. Ce morceau-là est aussi, à son avis, celui qui se prête le mieux à un duo. Morrissey charge ensuite Boz Boorer, son arrangeur et compositeur attitré, et par ailleurs autre fan des Banshees, de produire le single ; la session d'enregistrement se déroule en plein été 1993.
Une fois celle-ci terminée se déroule un étrange feuilleton plein de rebondissements. Le morceau est un temps pressenti pour représenter l'Angleterre au Concours Eurovision de la chanson mais cela n'aboutit pas. EMI échafaude toutes sortes de plans mais en exigeant des contreparties, notamment l'assurance que les deux artistes feront une promotion soutenue. Fin de non recevoir des deux côtés ; ce n'est pas le genre de la maison. Ensuite, on leur demande d'enregistrer ensemble un album de duo pour promouvoir la chose plus facilement ; nouveau refus. Ce single est un one-off (« événement unique ») et il faut l'envisager comme tel. Le dernier épisode est fatal au projet, une mésentente sur le contenu de la vidéo finit par décourager la maison de disques quand elle apprend que le tournage n'a jamais eu lieu. Sans vidéo, un titre est dès le départ voué à l'échec commercial.
Cette ballade sort finalement au milieu de l'été 1994, à une période de l'année généralement peu propice à ce type de morceaux. Interlude est en effet une chanson d'hiver pour se calfeutrer au coin du feu, mais EMI ayant perdu patience ne s'en soucie plus. Le single paraît en plein mois d'août, sans aucune promotion et ne rencontre aucun écho.
Morrissey dépité, prend l'attitude de Parlophone pour une déclaration de guerre et fait en sorte d'abréger son contrat avec eux le plus rapidement possible. Il enregistrera Boxers et Sunny, ses deux derniers singles pour EMI le mois suivant puis cherchera un autre label.